# Gruppo Sportivo Calcio Banco di Roma 1979-1980
Questa voce raccoglie le informazioni riguardanti il Gruppo Sportivo Calcio Banco di Roma nelle competizioni ufficiali della stagione 1979-1980.

## Rosa
| N. |                   | Ruolo | Calciatore          |
| -- | ----------------- | ----- | ------------------- |
|    | Italia (bandiera) | C     | Leonardo Acori      |
|    | Italia (bandiera) | D     | Manlio Barraco      |
|    | Italia (bandiera) | C     | Cesare Bellocchi    |
|    | Italia (bandiera) | P     | Stefano Bobbo       |
|    | Italia (bandiera) | C     | Franco Bratzu       |
|    | Italia (bandiera) | D     | Andrea Calce        |
|    | Italia (bandiera) | P     | Gabriele Cantagallo |
|    | Italia (bandiera) | A     | Giovanni Carnevali  |
|    | Italia (bandiera) | D     | Glauco Cozzi        |
|    | Italia (bandiera) | C     | Angelo Crialesi     |
|    | Italia (bandiera) | A     | Stefano D'Aversa    |
|    | Italia (bandiera) | C     | Sergio De Luca      |

| N. |                   | Ruolo | Calciatore             |
| -- | ----------------- | ----- | ---------------------- |
|    | Italia (bandiera) | D     | Glauco Di Benedetto    |
|    | Italia (bandiera) | C     | Claudio Ingrassia      |
|    | Italia (bandiera) | A     | Walter Lanni           |
|    | Italia (bandiera) | A     | Mauro La Salvia        |
|    | Italia (bandiera) | D     | Fabio Massimo Marcucci |
|    | Italia (bandiera) | C     | Mauro Marinelli        |
|    | Italia (bandiera) | C     | Alessandro Minò        |
|    | Italia (bandiera) | C     | Giulio Missiroli       |
|    | Italia (bandiera) | C     | Augusto Nomirelli      |
|    | Italia (bandiera) | D     | Angelo Paolanti        |
|    | Italia (bandiera) | D     | Antonio Tempestilli    |